# Pulquería

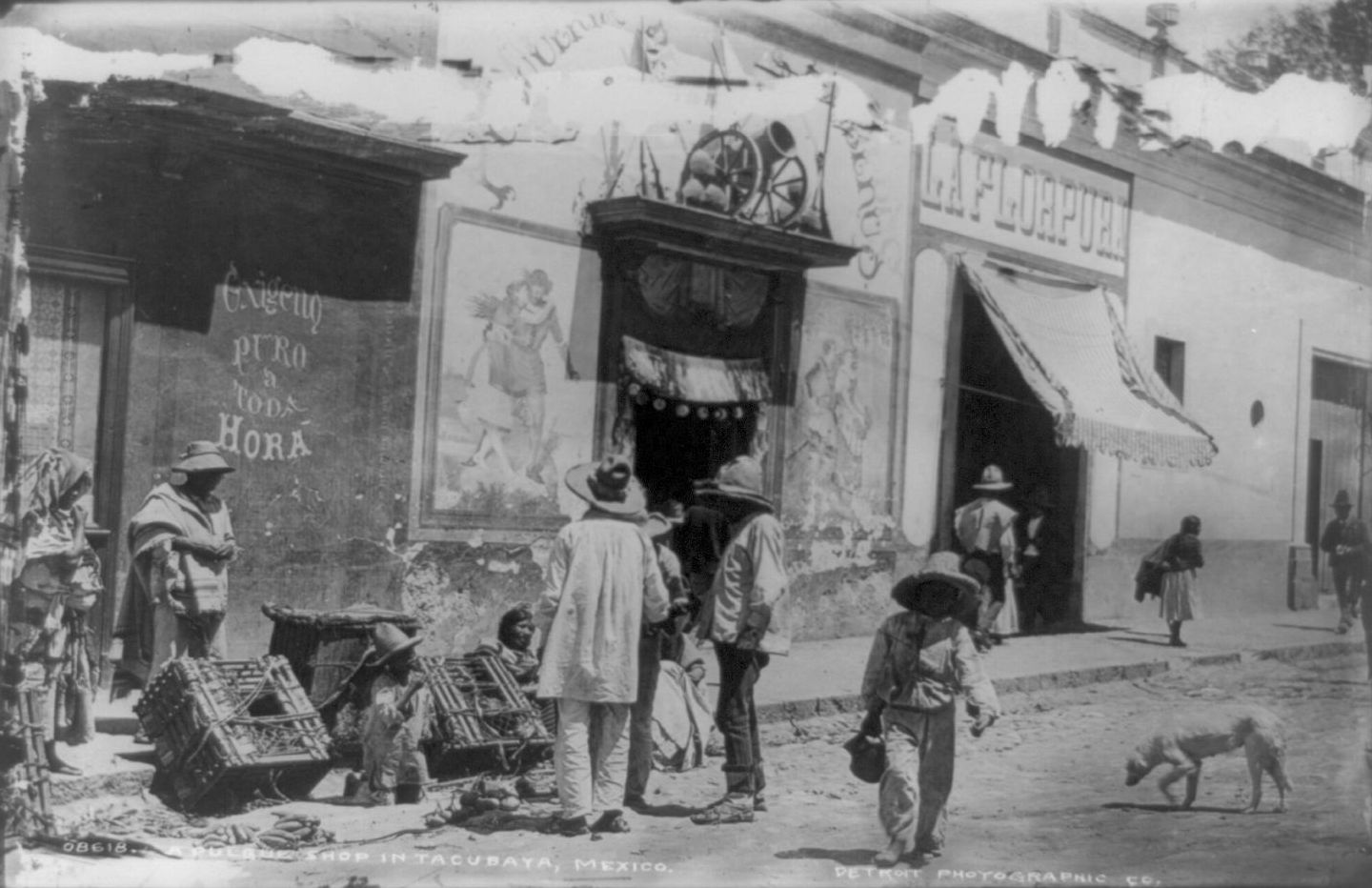
„La flor pura“, eine heute nicht mehr bestehende Pulquería im Stadtteil Tacubaya Mitte der 1880er Jahre.

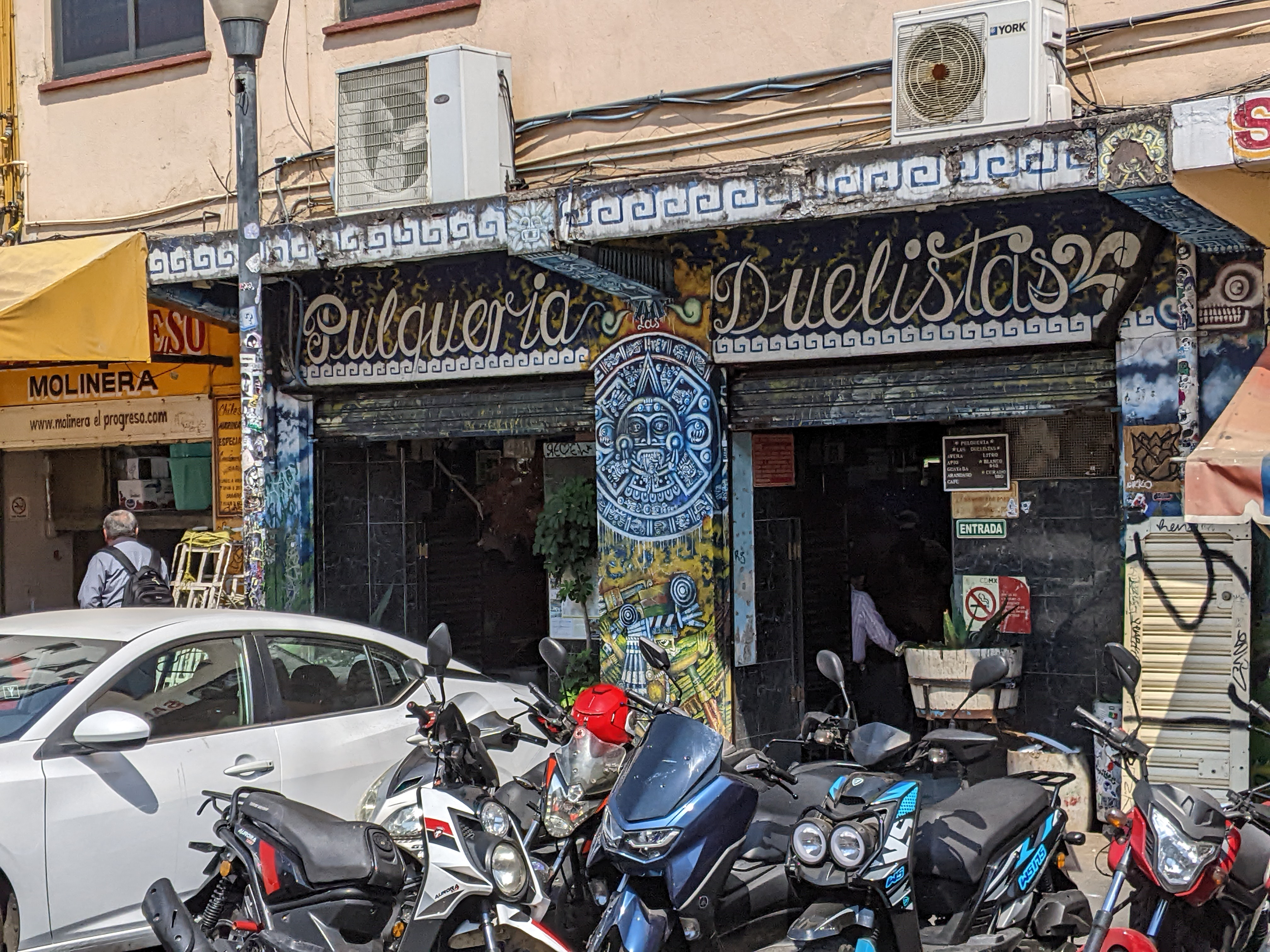
Pulquería „Duelistas“ im Zentrum von Mexiko-Stadt

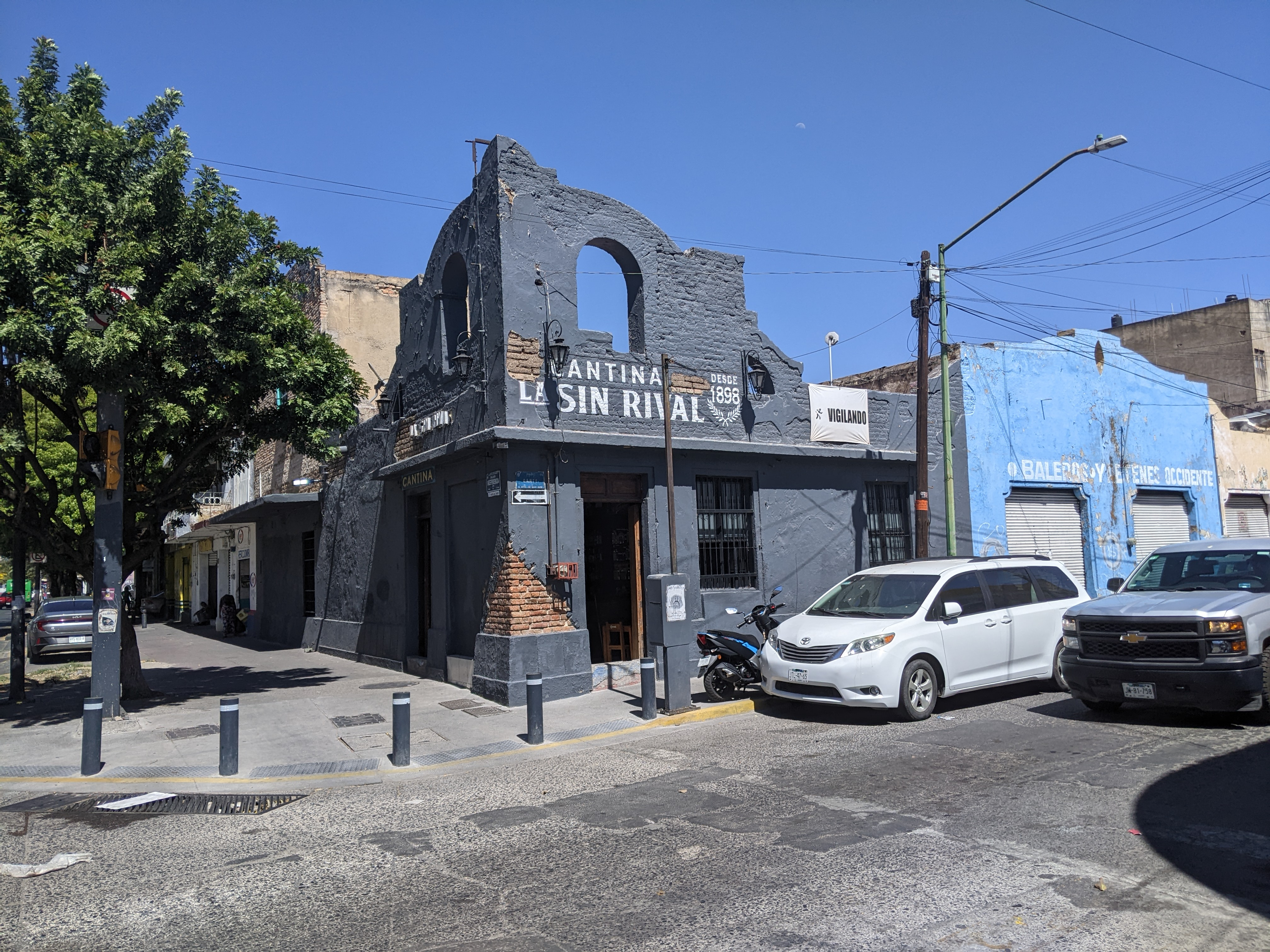
Pulquería „La Sin Rival“ in Guadalajara, Jalisco

Eine Pulquería ist eine Gaststätte, in der das frühere mexikanische Nationalgetränk Pulque ausgeschenkt wird. 

## Geschichte
Pulque hat eine lange Tradition in Mexiko und war bereits in vorspanischer Zeit bekannt. Zu Beginn des 20. Jahrhunderts gab es noch rund 3000 Pulquerías in Mexiko-Stadt, heute gibt es in der mexikanischen Hauptstadt nicht einmal mehr 100. Obwohl der Pulque zunächst von den spanischen Eroberern und später von den Brauereibesitzern massiv bekämpft wurde, um ihre eigenen Produkte am Markt durchzusetzen, hat sich das Nationalgetränk bis in die Zeiten der mexikanischen Revolution behaupten können. Doch die danach immer stärker einsetzende Globalisierung verdrängte den Pulque schließlich zunehmend.

## Die ältesten Pulquerías

### Mexiko-Stadt
Zu den ältesten heute noch betriebenen Gaststätten dieser Art gehören in der Hauptstadt Mexiko-Stadt die bereits 1895 eröffnete und im Bezirk Iztacalco gelegene Pulquería „Los Hombres sin Miedo“ (spanisch für ‚Männer ohne Furcht‘), die zudem eine der größten Pulquerías der Stadt ist, sowie die im Stadtzentrum gelegenen Pulquerías „La Risa“ (‚Das Gelächter‘), calle Regina, aus dem Jahr 1903, „La Antigua Roma“ (‚Das alte Rom‘), calle República de Perú, aus dem Jahr 1907 und „Las Duelistas“ (‚Die Duellantinnen‘), calle Aranda, aus dem Jahr 1912. Letztgenannte Pulquería war zudem die erste, die auch Frauen Zutritt gewährte und die heute als die bestbesuchte Pulquería der Hauptstadt gilt.

### Guadalajara, Jalisco
Die älteste noch bestehende Pulquería in Guadalajara, der zweitgrößten Stadt Mexikos und Hauptstadt des Bundesstaates Jalisco, ist „La Iberia“ (‚Die Iberische Halbinsel‘), die bereits 1877 unter der Bezeichnung „El Bosque“ (‚Der Wald‘) eröffnet wurde, weil sie zu jener Zeit in einer baumgesäumten Gegend lag. Ihren heutigen Namen erhielt sie 1904, nachdem sie von einigen Spaniern übernommen worden war. Ebenfalls noch im 19. Jahrhundert eröffnet wurde „La Sin Rival“ (‚Die Unübertroffene‘) im Jahr 1898. Eine weitere Pulquería mit über einhundertjährigem Bestehen ist „La Fuente“ (‚Die Quelle‘), die 1921 eröffnet wurde.